# Plateau du Kwahu
Le plateau du Kwahu est un plateau long de 260 km situé au sud du Ghana. Il sépare le bassin hydrographique du fleuve Pra et celui du Volta.

## Tourisme
Le festival de Pâques du Kwahu (en) qui dure trois jours à la période de Pâques contribue au succès touristique de la région. Les festivités comprennent notamment des carnavals et du parapente.

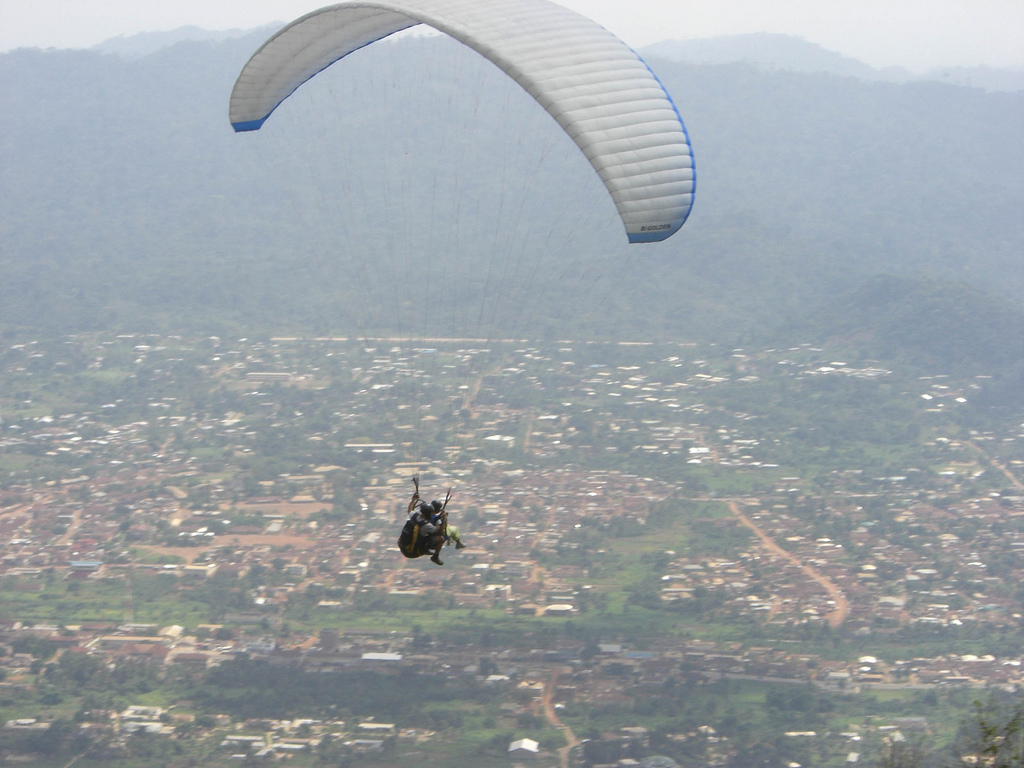
Parapente près de Nkawkaw.
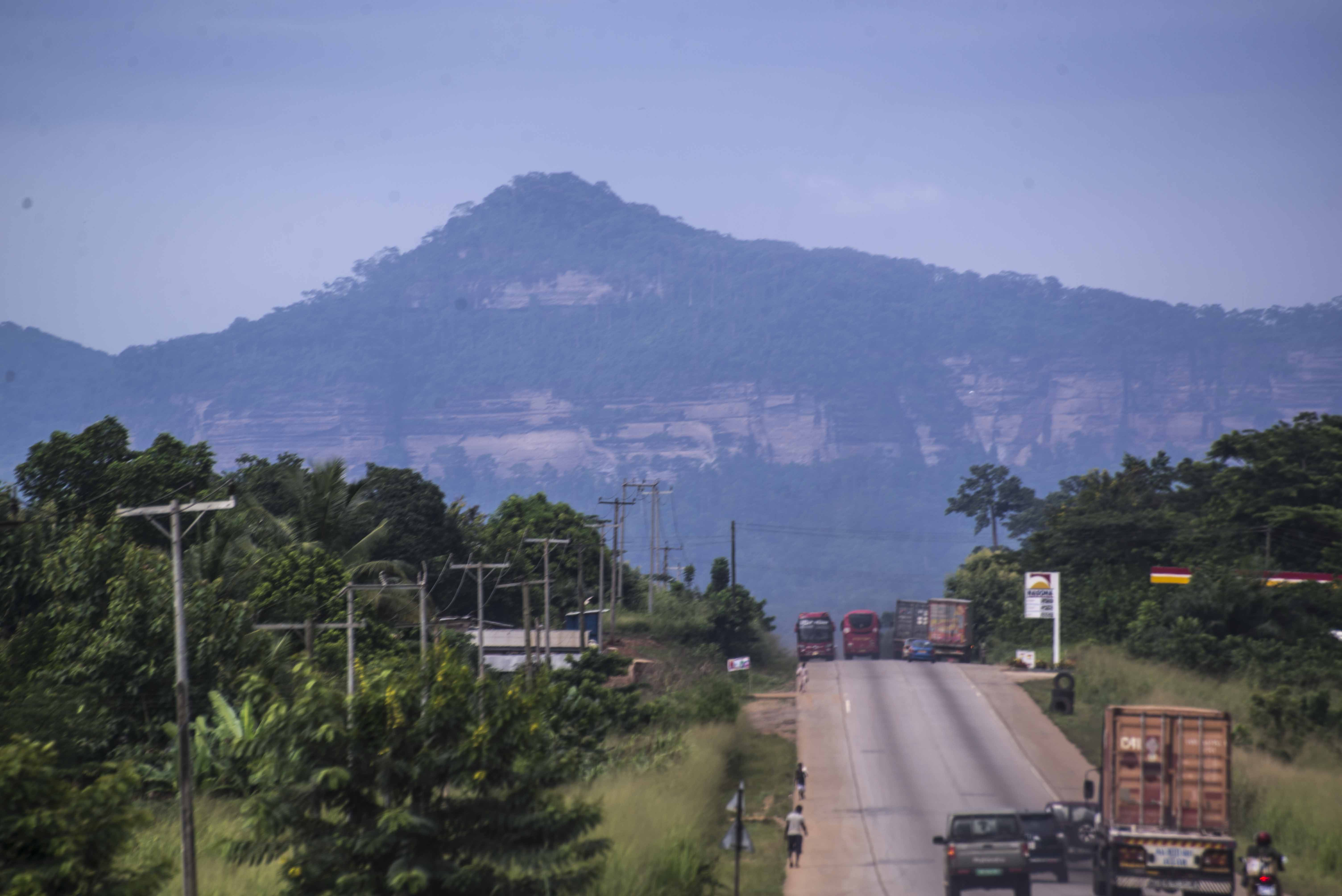
Montagne du Kwahu vue de la route de Kumasi.